# Woodland Suite
De Woodland Suite is een compositie van de Britse componist George Dyson.
Dyson heeft naast het componeren een belangrijke rol gespeeld in de muziekopleiding in Engeland. In 1919 heeft hij in dat kader een werk geschreven onder de naam "Four Easy Pieces" voor viool (of fluit) en piano, daarna gearrangeerd voor piano solo (naam "In Pixieland"). Tot slot werd een arrangement gemaakt voor strijkorkest en blazers ad libidum (fluit, hobo,klarinet, fagot). Deze laatste versie geldt als de definitieve en is onder de naam Woodland Suite in 1999 uitgegeven. Het is een van de weinige werken die Dyson voor (klein) orkest alleen heeft gecomponeerd.
Het zijn vier miniatuurtjes die door elk leerling/studentenstrijkersensemble gespeeld kunnen worden; de delen zijn simpel van opzet en harmonie. De compositie bestaat uit vier delen:
1. At Evening bell (tranquillo);
2. Silken Sails (allegretto);
3. Moon-Fairy (andante);
4. Elfin Market (allegro).

## Bron en discografie
- Uitgave Chandos: BBC Symphony Orchestra o.l.v. Richard Hickox.

## Trivia
Alhoewel voor klein ensemble gecomponeerd is de bovenstaande opname met groot symfonieorkest; de compositie blijft ook dan klinken als lichte klassieke muziek.